# San Juan (capo Apache)
San Juan (in Sehende ...; 1820 circa – 1885) è stato un condottiero nativo americano della divisione Apache Mescalero (Sehende), appartenente alla sottodivisione Sacramento Mountains.

## Biografia
Capo, insieme a Caballero, delle bande Sacramento e Organ Mescalero tra la metà del decennio 1860 e la metà del decennio 1880, guidò i Sacramento Mescaleros nel periodo della loro riallocazione nella riserva di Tularosa (istituita nel 1871-1872), insieme ai Sierra Blanca Mescaleros reduci dal Bosque Redondo.
Nella primavera 1868 i Mescaleros avviarono una serie di scorrerie nella regione di Tularosa: i soldati seguirono le tracce dei Mescaleros fino ai Guadalupe Mountains senza riuscire a raggiungerli, ma poche settimane dopo una pattuglia proveniente da Fort Stanton, presto rinforzata da un contingente di Messicani di Tularosa, incontrò una banda Mescalero (circa 200 uomini, donne e bambini, guidati probabilmente da San Juan, o - secondo altra ipotesi - da Cadete, o, forse, da entrambi i capi) presso Round Mountain, a poche miglia da Tularosa, ingaggiando il combattimento, asserragliandosi a difesa e uccidendo alcuni Apache; a San Augustin Pass, sugli Organ Mountains, i Mescaleros assalirono un convoglio nel maggio e si scontrarono, nell'agosto, con un reparto del 9º Cavalleria; nel settembre una banda di circa 200 Mescaleros (forse ancora la stessa banda di San Juan o di Cadete, o forse quella di Cha, fratellastro di Santana, Cadete e Roman) assalì un convoglio nelle vicinanze di Fort Stockton, rubando tutto il bestiame e dirigendosi poi verso il Rio Grande, ma al suo inseguimento si mise una compagnia del 9º Cavalleria con 61 militari e 10 volontari, e raggiunti gli Apache nelle Santiago Mountains, i soldati uccisero 25 guerrieri e ne ferirono circa altrettanti (a fronte di soli due soldati feriti) e recuperarono circa 200 capi di bestiame e due bambini messicani. San Juan e Caballero, coi loro Sacramento Mescaleros, nel 1874 furono verosimilmente parte attiva, così come il famoso Alsate, capo della banda Chisos Limpia Mescalero, nel concilio convocato dal capo, presumibilmente Guadalupe o forse Limpia Mescalero, Carnoviste tra gli Apache del New Mexico (comprendendo bande di Mimbreños, bande di Mescaleros, e i Lipans guidati dal capo Avispa Colorada), in occasione del quale Victorio convinse i presenti a inviare messaggeri di pace ai Comanche e a stipulare con questi un'alleanza, alla quale due mesi più tardi aderirono anche i Kiowa, per resistere insieme contro i bianchi. Con la morte di Cadete (assassinato nel 1872) e del più anziano Santana (stroncato da una polmonite sopravvenuta al vaiolo nel 1876), Nautzili e San Juan divennero i capi principali nella riserva, dando asilo in diverse occasioni ai Mimbreños di Victorio, Loco e Nana.
Nella riserva di Tularosa, i capi Sierra Blanca Mescalero (l'ormai anziano Santana e con lui Cadete, Roman e Nautzili) erano relativamente ben disposti, ma i capi Sacramento Mescalero (San Juan e Caballero), forse perché più strettamente legati ai consanguinei Mimbreños, oltre che ai Mescaleros meridionali, erano più irrequieti. Nel 1879-1880 il grande capo Mimbreño Victorio riprese il sentiero di guerra e i guerrieri Mescalero furono tutt'altro che insensibili al suo richiamo, tanto che si diffuse fra i militari la convinzione che i Mescaleros di Tularosa fornissero a Victorio approvvigionamenti e guerrieri: nel marzo 1880 Caballero lasciò la riserva, con un permesso rilasciato dall'agente, per cercare Victorio, poi, non essendo rientrato il primo capo, fu concesso a San Juan di andare a cercare entrambi, ma nemmeno lui avrebbe fatto ritorno alla riserva, mentre quasi 500 militari venivano concentrati all'agenzia, temendosi un attacco da parte di Victorio e Nana, e l'agente chiedeva istruzioni per l'eventualità che, a fronte dell'intenzione di disarmarli, i Mescaleros abbandonassero in massa la riserva. La morte di Caballero poco prima dell'uccisione di Victorio a Tres Castillos e il rientro di San Juan (che non sembrava essersi unito a Victorio), con la successiva resa di Nana segnarono la riassunzione da parte dello stesso San Juan del proprio ruolo nella riserva insieme a Nautzili.
Nel 1885 la riserva di Tularosa fu colpita da un'epidemia proveniente dagli insediamenti bianchi vicini, e alcuni Mescaleros contrassero la malattia, intrattenendo rapporti coi Pindah: anche San Juan morì di malattia (ma i Mescaleros accusarono alcuni Lipans - "uomini della medicina" che avevano avuto in cura il capo - di averlo ucciso ricorrendo alla magia) nello stesso anno o in quello successivo.